# Marco Dorantes
Marco Dorantes (Mexikóváros, 1936. április 14. – 2012. augusztus 11.) mexikói nemzetközi labdarúgó-játékvezető.

## Pályafutása

### Nemzeti játékvezetés
A játékvezetésből 1963-ban vizsgázott. Ellenőreinek, sportvezetőinek javaslatára lett az I. Liga játékvezetője. Az aktív nemzeti játékvezetéstől 1991-ben vonult vissza.

### Nemzetközi játékvezetés
A Mexikói labdarúgó-szövetség Játékvezető Bizottsága (JB) terjesztette fel nemzetközi játékvezetőnek, a Nemzetközi Labdarúgó-szövetség (FIFA) 1970-től tartotta nyilván bírói keretében. Több nemzetek közötti válogatott és klubmérkőzést vezetett, vagy működő társának partbíróként segített. Az amerikai profi ligában három hónapon keresztül irányított mérkőzéseket. Az aktív nemzetközi játékvezetéstől 1991-ben búcsúzott.

#### Világbajnokság
A világbajnoki döntőhöz vezető úton Argentínába a XI., az 1978-as labdarúgó-világbajnokságra és Spanyolországba a XII., az 1982-es labdarúgó-világbajnokságra a FIFA JB bíróként alkalmazta. Selejtező mérkőzéseket a CONCACAF zónában vezetett.

##### 1978-as labdarúgó-világbajnokság
| Időpont              | Helyszín                     | Mérkőzés típusa                    | Mérkőzés                         | Eredmény |
| -------------------- | ---------------------------- | ---------------------------------- | -------------------------------- | -------- |
| 1976. szeptember 24. | Városi Stadion, Vancouver    | előselejtező (észak-amerikai zóna) | Kanada–Amerikai Egyesült Államok | 1 – 1    |
| 1976. december 29.   | KözpontiStadion, Panamaváros | előselejtező (rájátszás)           | Haiti–Kuba                       | 2 – 0    |

##### 1982-es labdarúgó-világbajnokság
| Időpont           | Helyszín                     | Mérkőzés típusa              | Mérkőzés           | Eredmény |
| ----------------- | ---------------------------- | ---------------------------- | ------------------ | -------- |
| 1980. október 26. | Nemzeti Stadion, Tegucigalpa | előselejtező (központi zóna) | Honduras–Guatemala | 0 – 0    |

#### Olimpia
Az 1972. évi és az 1976. évi nyári olimpiai játékokon a FIFA JB játékvezetőként foglalkoztatta.

##### 1972. évi nyári olimpiai játékok
| Időpont             | Helyszín                  | Mérkőzés típusa        | Mérkőzés                                     | Eredmény | Nézők száma |
| ------------------- | ------------------------- | ---------------------- | -------------------------------------------- | -------- | ----------- |
| 1972. augusztus 31. | Olimpiai Stadion, München | selejtező (A. csoport) | Nyugat-Németország–Amerikai Egyesült Államok | 7 – 0    | 65 000      |

##### 1976. évi nyári olimpiai játékok
| Időpont          | Helyszín                   | Mérkőzés típusa        | Mérkőzés                                   | Eredmény | Nézők száma |
| ---------------- | -------------------------- | ---------------------- | ------------------------------------------ | -------- | ----------- |
| 1976. július 21. | Varsity Stadion, Toronto   | selejtező (D. csoport) | Észak-Korea–Kanada                         | 3 – 1    | 12 638      |
| 1976. július 27. | Olimpiai Stadion, Montréal | egyik elődöntő         | Szovjetunió–Német Demokratikus Köztársaság | 1 – 2    | 57 182      |

## Szakmai sikerek
1994-ben a nemzetközi játékvezetés hírnevének erősítése, hazájában 10 éve a legmagasabb Ligában (osztályban) folyamatosan tevékenykedő, eredményes pályafutása elismeréseként, a FIFA JB felterjesztésére az 1965-ben alapított International Referee Special Award címmel és oklevéllel tüntette ki.